# Gabriel Alonso
Gabriel Alonso Aristiaguirre (ur. 9 listopada 1923 w Hondarribii, zm. 19 listopada 1996 tamże) – hiszpański piłkarz występujący podczas kariery na pozycji obrońcy.

## Kariera klubowa
Gabriel Alonso piłkarską karierę rozpoczął w drugoligowym klubie Realu Unión Irún. Po spadku Realu Unión do trzeciej ligi w 1942 odszedł do innego drugoligowca - Racing de Ferrol. Z Racingiem spadł do trzeciej ligi w 1943 by po roku powrócić do Segunda División. W 1946 został zawodnikiem Celty Vigo. W Primera División zadebiutował 22 września 1946 w zremisowanym 1–1 meczu z FC Barcelona. W Celcie Alonso występował przez 5 lat do 1951, kiedy to odszedł do Realu Madryt. Z Realem zdobył mistrzostwo Hiszpanii w 1954. Po tym sukcesie odszedł do Málagi. W Máladze po raz ostatni wystąpił w hiszpańskiej ekstraklasie 15 kwietnia 1955 w zremisowanym 1–1 meczu z Españolem. Ogółem w hiszpańskiej ekstraklasie rozegrał 182 mecze. Karierę zakończył w drugoligowym Rayo Vallecano w 1957.

## Kariera reprezentacyjna
W reprezentacji Hiszpanii Alonso zadebiutował 21 marca 1948 w wygranym 2–0 towarzyskim meczu z Portugalią. W 1950 został powołany do kadry na mistrzostwa świata. Na mundialu w Brazylii wystąpił we wszystkich sześciu meczach: z USA, Chile, Anglią, Urugwajem, Brazylią i Szwecją. Ostatni raz w reprezentacji wystąpił 8 czerwca 1952 w zremisowanym 0–0 towarzyskim meczu z Turcją.
| Mecze i gole w reprezentacji | Mecze i gole w reprezentacji | Mecze i gole w reprezentacji | Mecze i gole w reprezentacji | Mecze i gole w reprezentacji | Mecze i gole w reprezentacji | Mecze i gole w reprezentacji |
| #                            | Data                         | Miasto                       | Przeciwnik                   | Gol                          | Wynik                        | Rozgrywki                    |
| ---------------------------- | ---------------------------- | ---------------------------- | ---------------------------- | ---------------------------- | ---------------------------- | ---------------------------- |
| 1.                           | 21.03.1948                   | Madryt                       | Portugalia                   |                              | 2:0                          | towarzyski                   |
| 2.                           | 18.05.1948                   | Barcelona                    | Irlandia                     |                              | 2:1                          | towarzyski                   |
| 3.                           | 20.06.1948                   | Zurych                       | Szwajcaria                   |                              | 3:3                          | towarzyski                   |
| 4.                           | 02.01.1949                   | Barcelona                    | Belgia                       |                              | 1:1                          | towarzyski                   |
| 5.                           | 25.06.1950                   | Kurytyba                     | Stany Zjednoczone            |                              | 3:1                          | Mundial 1950                 |
| 6.                           | 29.06.1950                   | Rio de Janeiro               | Chile                        |                              | 2:0                          | Mundial 1950                 |
| 7.                           | 02.07.1950                   | Rio de Janeiro               | Anglia                       |                              | 1:0                          | Mundial 1950                 |
| 8.                           | 09.07.1950                   | São Paulo                    | Urugwaj                      |                              | 2:2                          | Mundial 1950                 |
| 9.                           | 13.07.1950                   | Rio de Janeiro               | Brazylia                     |                              | 1:6                          | Mundial 1950                 |
| 10.                          | 16.07.1950                   | São Paulo                    | Szwecja                      |                              | 1:3                          | Mundial 1950                 |
| 11.                          | 10.06.1951                   | Bruksela                     | Belgia                       |                              | 3:3                          | towarzyski                   |
| 12.                          | 08.06.1952                   | Stambuł                      | Turcja                       |                              | 0:0                          | towarzyski                   |